# Theekoepel

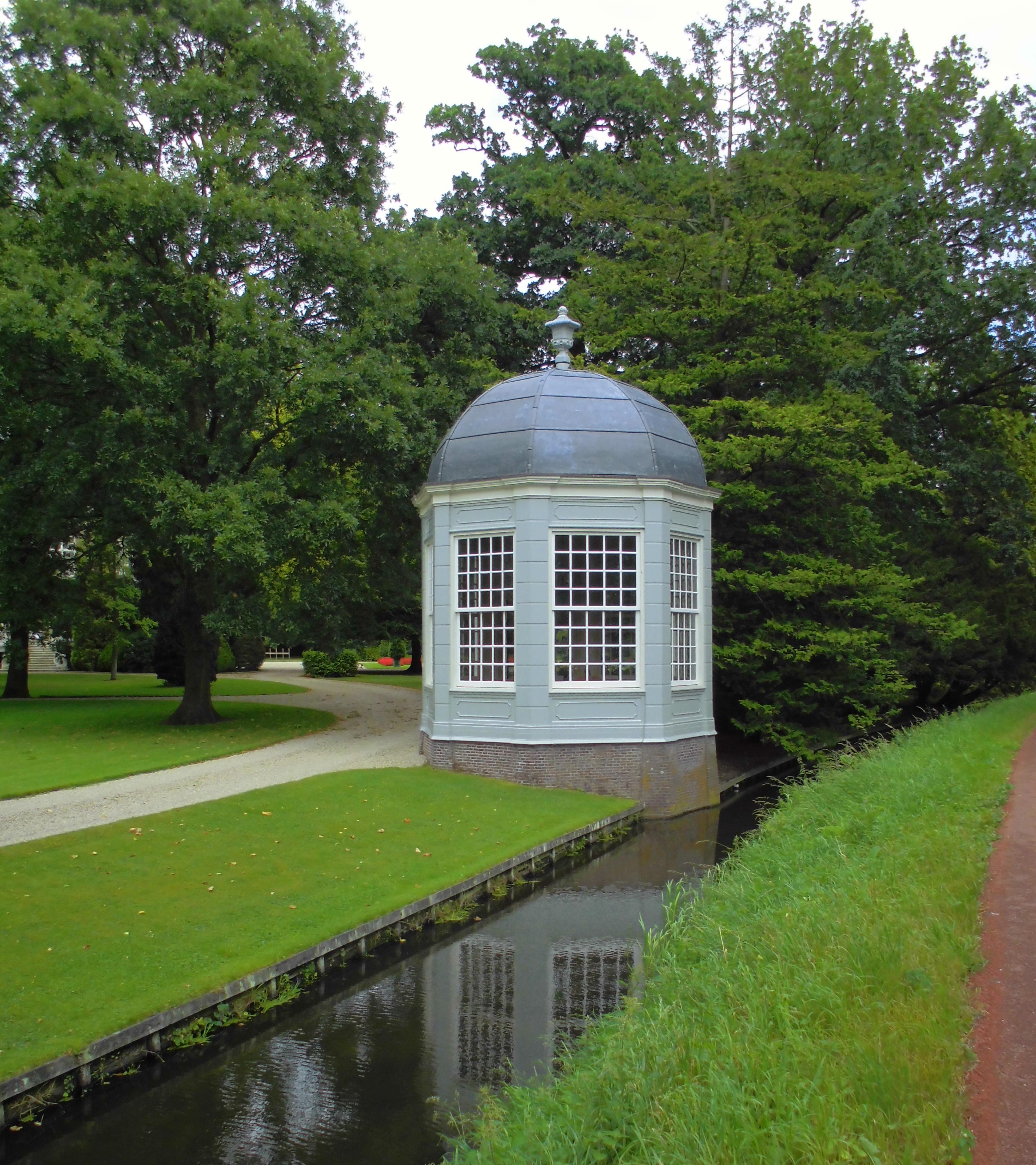
Theekoepel dans les jardins du manoir de Vreedenhoff (Nieuwersluis), bâtie en 1777.

Une theekoepel (en français : « coupole de thé »), tuinkoepel (« coupole de jardin ») ou simplement koepel (« coupole ») est un petit bâtiment typique de l'architecture néerlandaise néo-classique du XVIIe siècle.
Majoritairement détachée d'une autre construction, la coupole de thé est un élément décoratif du jardin et possède plusieurs vitres.
Ces coupoles n'ont pas la même utilité que les salons de thé, ne possédant comme lien avec la boisson que la forme de sa tasse, d'où leur nom.